# التقاط نيوترون
التقاط نيوترون هو تفاعل نووي يحدث فيه تصادم بين نواة واحد أو أكثر من النيوترونات، ومن بعد ذلك التحام ليشكل نوى أثقل. بما أن النيوترونات لا تحمل شحنة كهربائية فإنه يمكنها بالتالي الدخول إلى النواة بشكل أكثر سهولة من البروتونات ذات الشحنة الموجبة، والتي تتنافر كهروستاتيكاً. يلعب التقاط النيوترون دوراً مهماً في التخليق النووي للعناصر الثقيلة. تحدث العملية في النجوم بأسلوبين: إما بعملية سريعة أو بعملية بطيئة.
إن نوى العناصر ذات عدد الكتلة الأكبر من 56 لا يمكن أن يتشكل بالاندماج النووي، ولكن عن طريق التقاط النيوترون.